# Psapharochrus doctus
Psapharochrus doctus là một loài bọ cánh cứng trong họ Cerambycidae.